# Avia Ashok Leyland Motors
Avia Ashok Leyland Motors è un'azienda di autoveicoli della Repubblica Ceca.

## Storia
Nel 1919 nasce la Avia come costruttore di velivoli sul sito di una ex fabbrica di zucchero a Praga-Vysočany. Dopo la seconda guerra mondiale, nel 1946, inizia la produzione di autocarri e autobus. Nel 1967 su licenza Renault-Saviem vengono prodotti gli autocarri leggeri A15, A20 e A30. Nel 1983 viene sviluppata la serie A21/A31. Nel 1995 entra nella società la coreana Daewoo. Nel 1996 la società diventa Daewoo-Avia. L'anno successivo viene presentata la serie A60/A75/A80. Nel 2000 viene sviluppata la nuova serie D.
Una crisi finanziaria fa scindere la Daewoo-Avia, ricreando la Avia a.s.; nel 2006 la casa indiana Ashok Leyland entra in controllo della AVIA a.s. con produzione a Praga-Letnany. La denominazione diventa Avia Ashok Leyland Motors. Sul finire del 2012 vengono occupate 227 persone; la produzione finisce nel luglio 2013.

### Prototipi di automobili

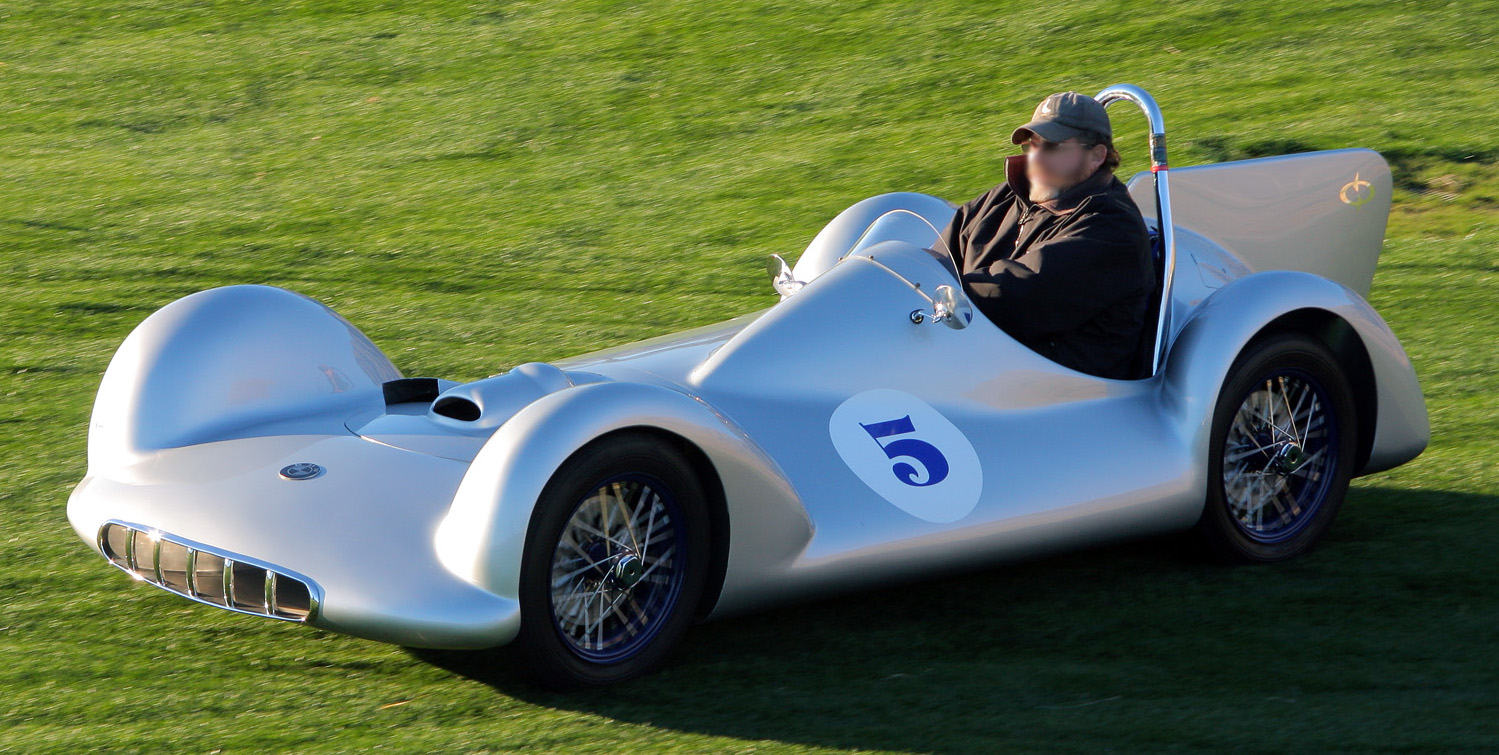
Avia Mk3 del 1956

Nel 1956 viene sviluppato il prototipo, per il Governo comunista ceco, dell'utilitaria Avia. Gli esemplari sono 12 (o 15). Il veicolo monta un motore due cilindri, a due tempi, della Jawa con cilindrata di 350 cm³ e potenza di 15 HP di derivazione motociclistica. Tre posti a sedere, di cui uno centrale di guida carrozzeria interamente in alluminio.
Nel 1957 viene fermato il progetto. Due esemplari sono ancora circolanti, uno dei quali monoposto.

### Fuoristrada
Nel 1993 su licenza della Auverland fabbricò un fuoristrada. Non è noto quando la produzione finì. La Auverland fu chiusa nel 2009.

## Galleria d'immagini

### Prima generazione su licenza Saviem

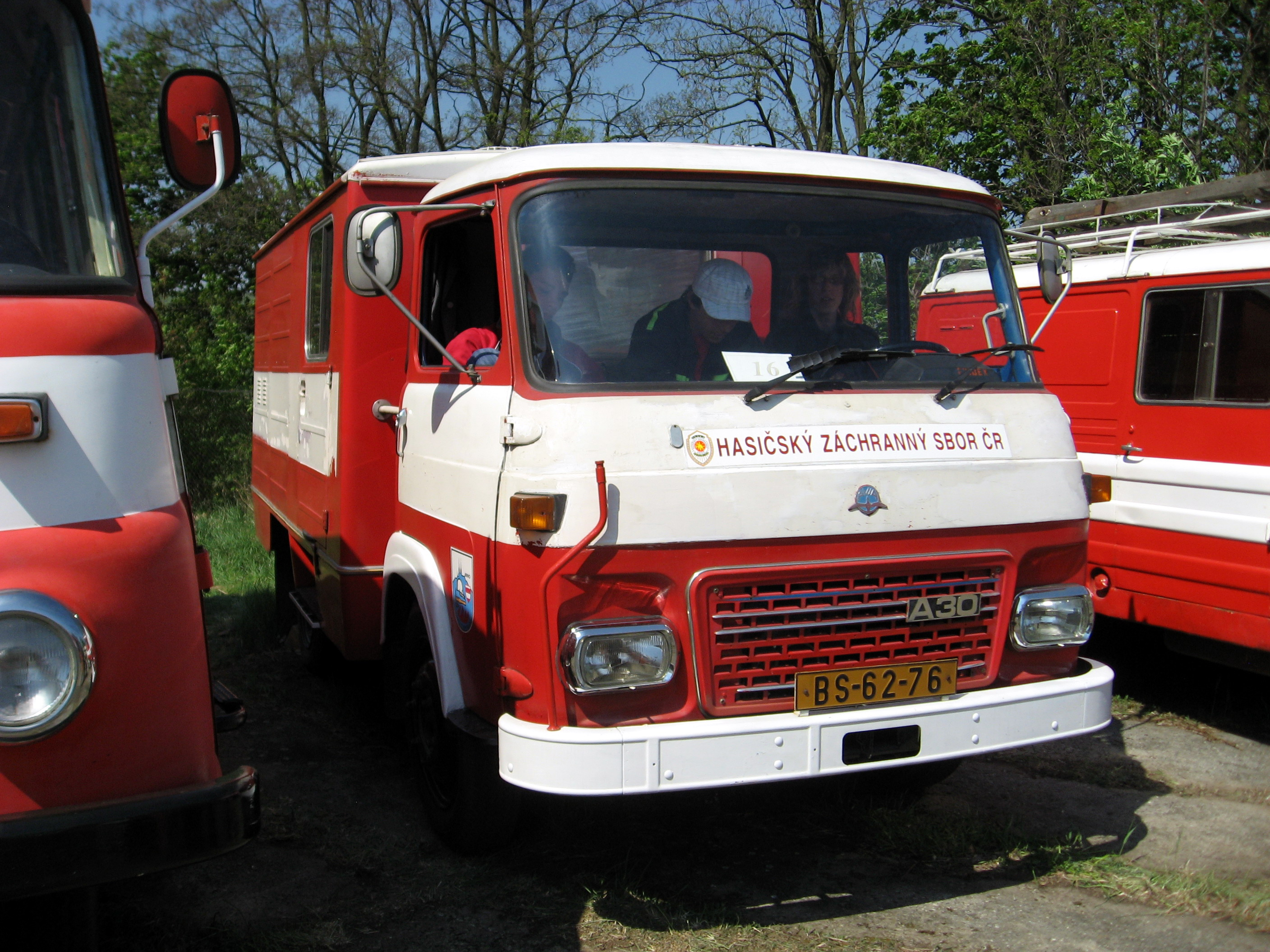
Avia A30

### Seconda generazione

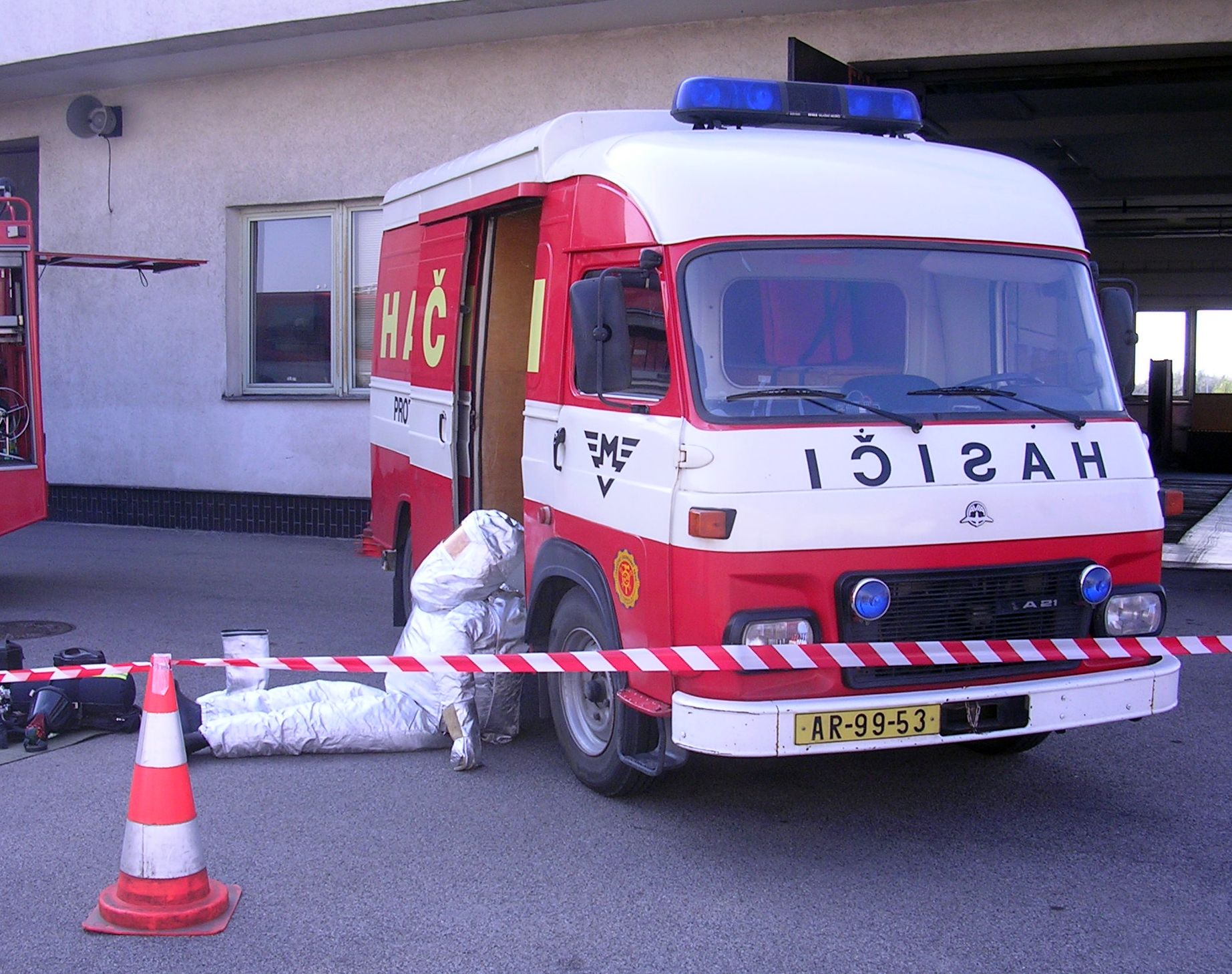
Avia A21
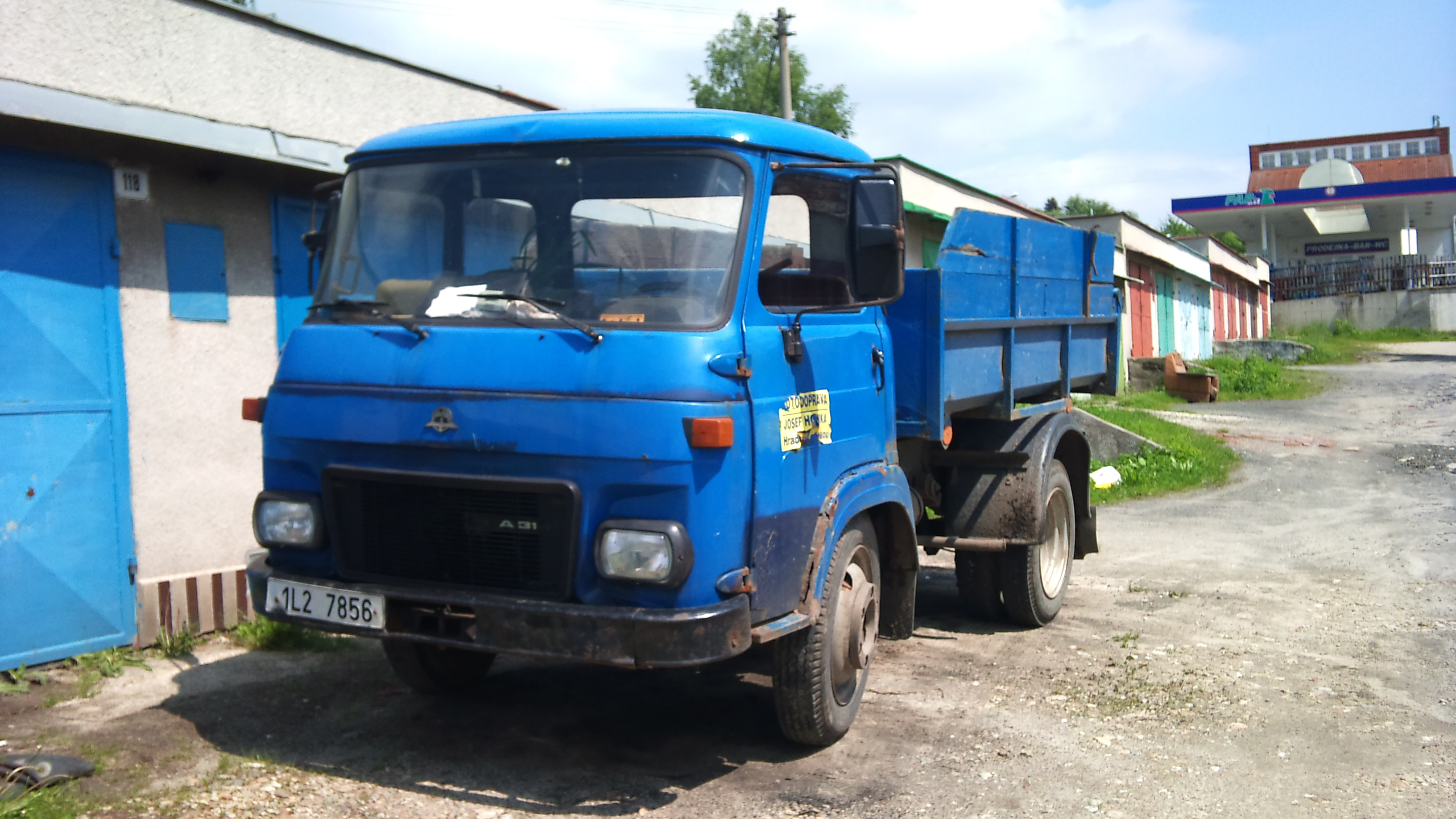
Avia A31
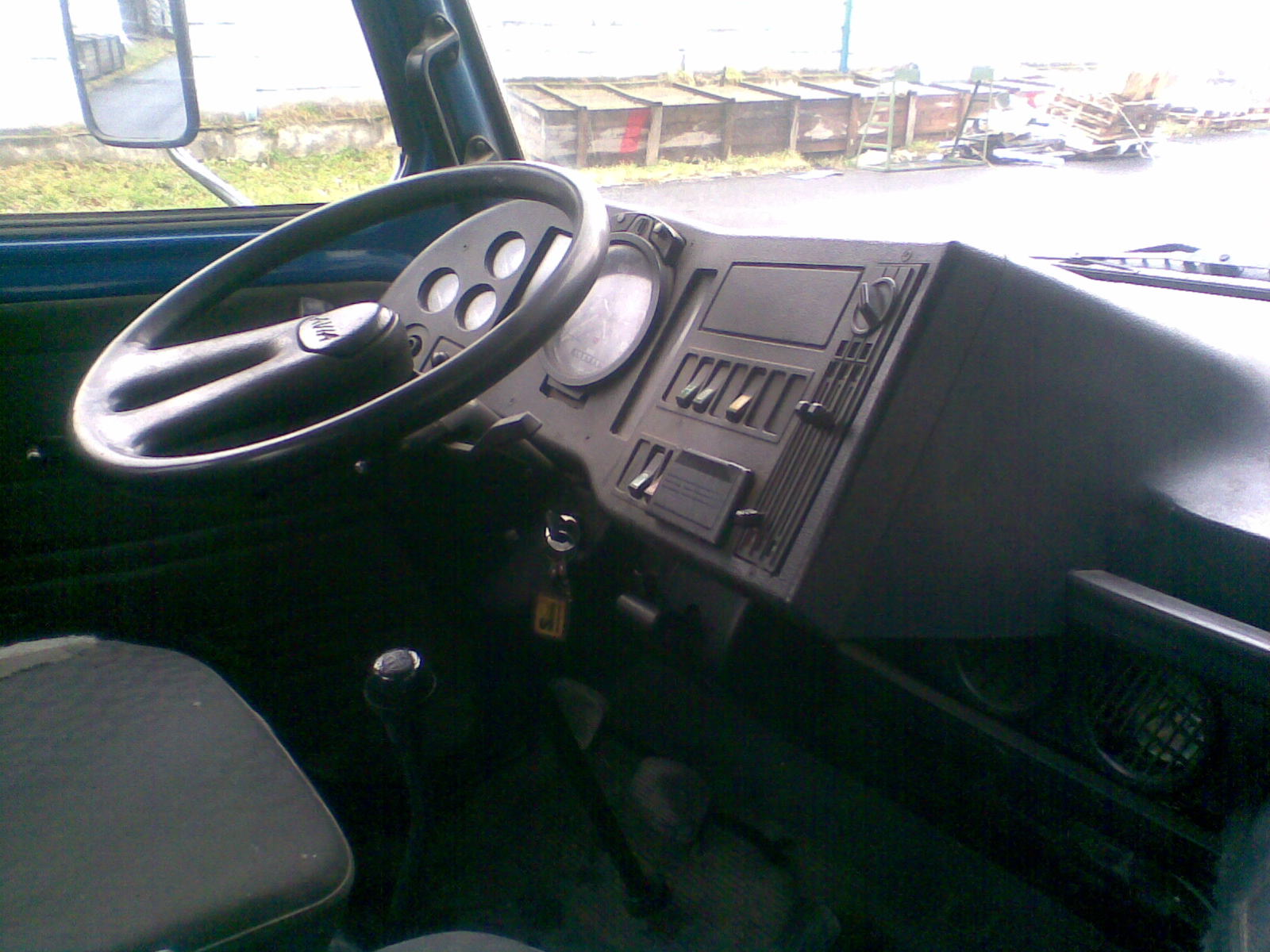
Cabina del Avia A31

### Terza generazione

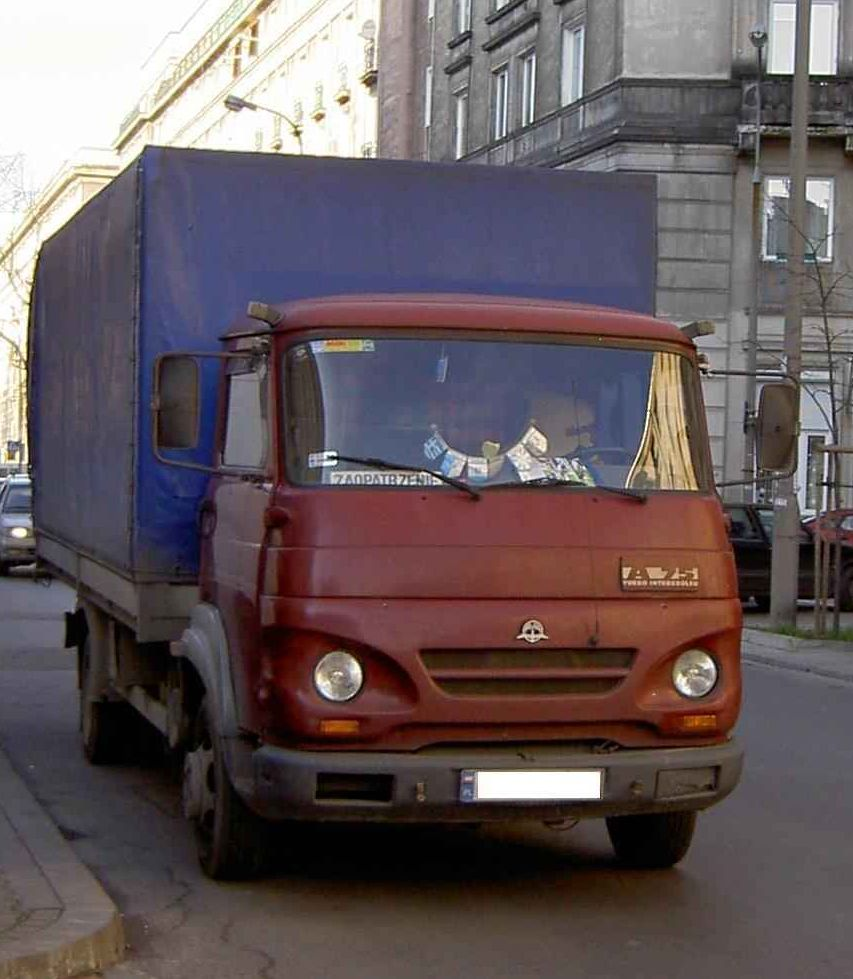
Avia A75
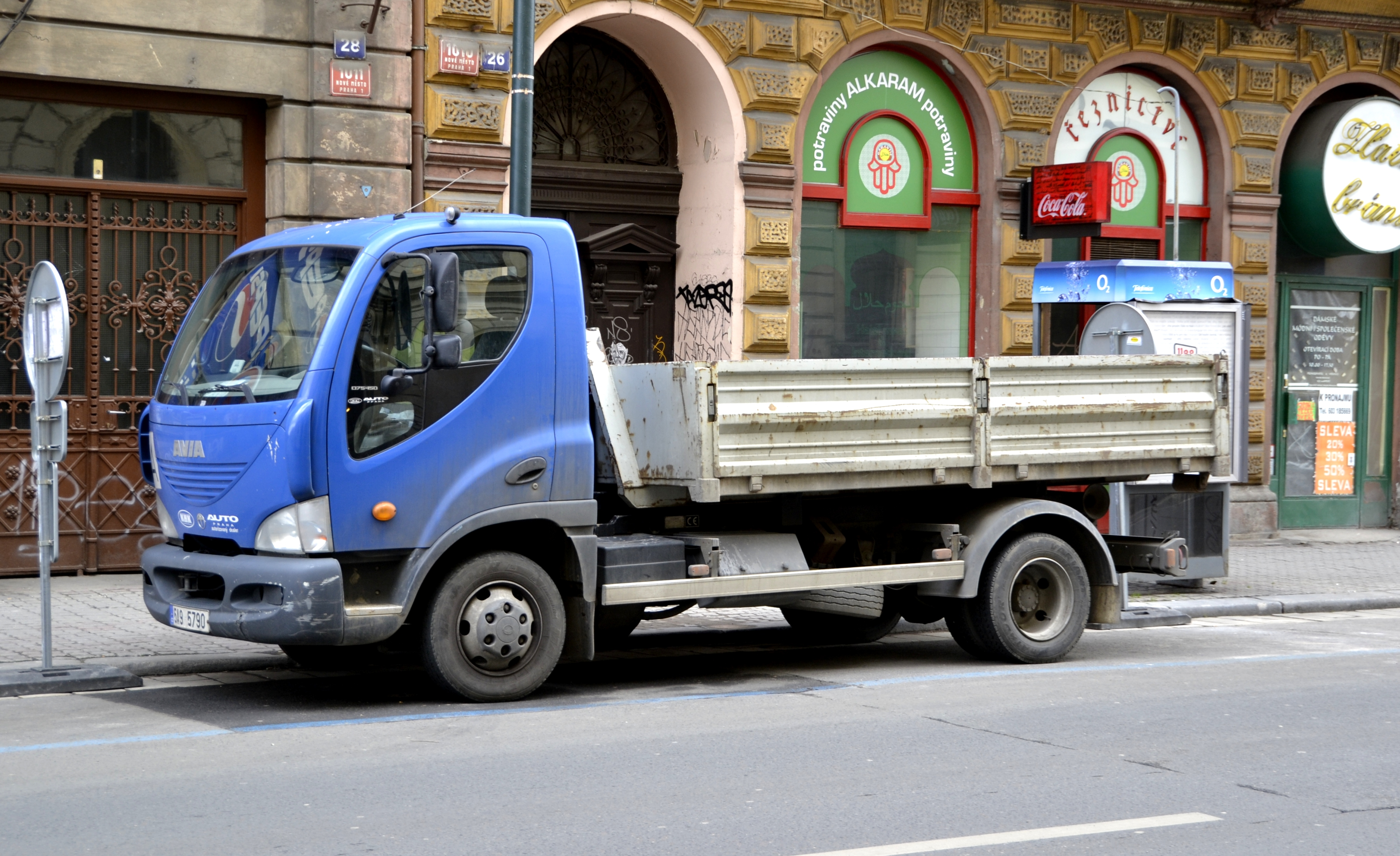
Avia D75-150
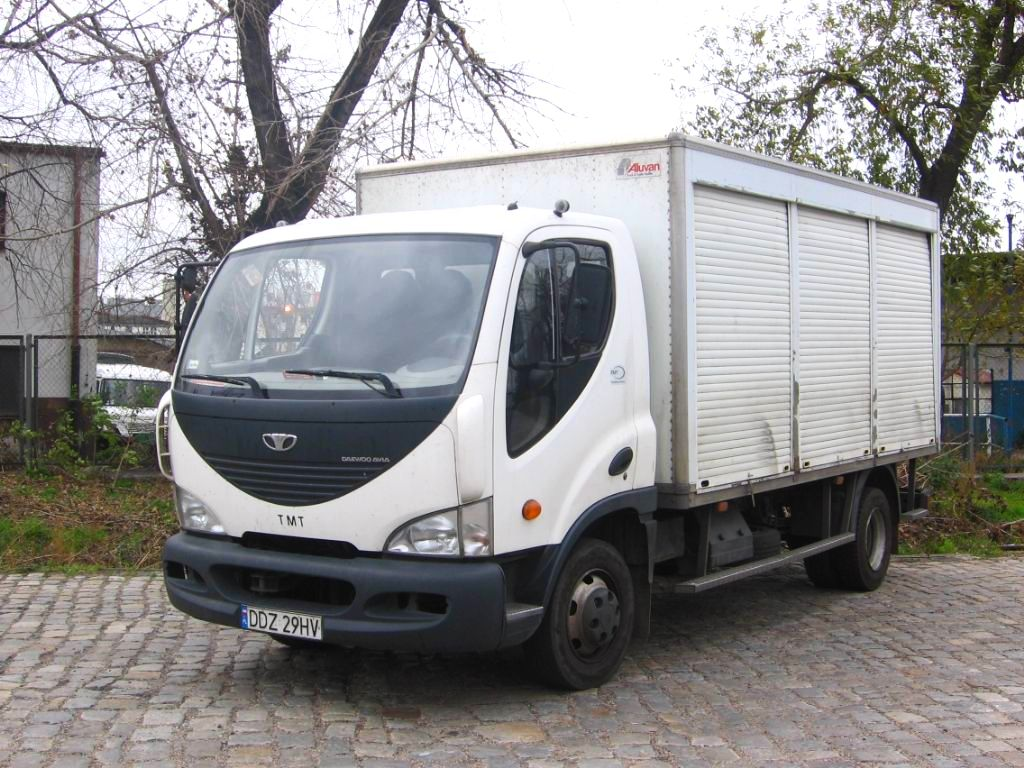
Daewoo-Avia D90